# Peter Østergaard Mietke
Peter Østergaard Mietke (født 7. februar 1975) er dansk fodboldspiller, hvor hans primære position på banen er i forsvaret og sekundært på midtbanen. Hans nuværende klub er 2. divisionsklubben AB 70, som han lavede en aftale med den 1. januar 2004.
Peter Østergaard har tidligere spillet for Kalundborg GF&BK, Holbæk B&I og Boldklubben Fremad Amager, hvor han opnåede adskillige divisionskampe, før han i foråret 2004 skiftede til AB 70. Dengang lå klubben i Danmarksserien og han var således med til at rykke klubben i 2. division for første gang i dets historie.
Han opnåede 8 U-19 landskampe, 13 U-17 landskampe og 5 U-16 landskampe som repræsentant for henholdsvis Fremad Amager og Kjøbenhavns Boldklub.
I det civile liv er han sælger.

## Spillerkarriere
- 198x-1991: Boldklubben Fremad Amager (ungdomsspiller)
- 1992-1993: Kjøbenhavns Boldklub (ungdomsspiller)
- 1994-1998: Boldklubben Fremad Amager, 1. division
- 1998-1999: Kalundborg GF&BK
- 1999-1999: Holbæk B&IF, 11 kampe og 0 mål, 2. division
- 1999-2003: Boldklubben Fremad Amager, 244 kampe og 11 mål, 1. division og 2. division
- 2004-: AB 70, 62 kampe og 8 mål, Danmarksserien og 2. division Øst [1]